# Bakendorp

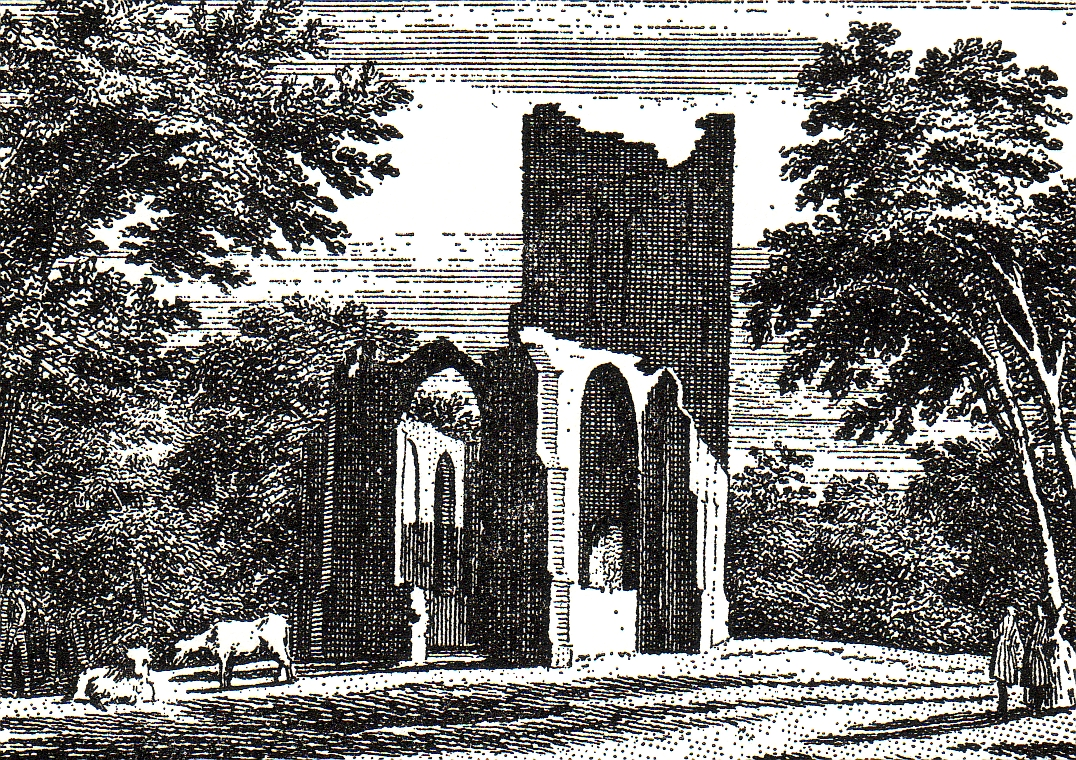
Die Ruine der Bakendorper Kirche 1743

Bakendorp (auch Badickedorp genannt) ist ein Gehöft, das heute zum Dorf Baarland in der Gemeinde Borsele gehört und südlich von Hoedekenskerke auf der Halbinsel Zuid-Beveland in der niederländischen Provinz Zeeland liegt.
Es ist der letzte Rest eines Dorfs, das bei der Sturmflut im November 1530 zerstört wurde und nach der Aufdeichung und dem dadurch entstehenden höheren Wasserstand in der Westerschelde mit und mit versank. Die letzten verbliebenen Spuren des mittelalterlichen Dorfs verschwanden 1957 als Auswirkung des Deltaplans und einer Flurbereinigung.
An das Dorf und seine Kirche erinnert neben einigen Straßennamen auch noch der Grabstein des am 28. April 1518 verstorbenen Pastors Jan Lanaerts aus Bakendorp, der heute in der Kirche von Hoedekenskerke zu finden ist.
Bis zum 19. Jahrhundert befand sich in der Nähe des früheren Dorfes ein Fähranleger nach Zeeuws-Vlaanderen.